# 中国驻丰沙里总领事馆
中华人民共和国驻丰沙里总领事馆，简称中国驻丰沙里总领事馆，是中华人民共和国派驻在老挝丰沙里省丰沙里的最高外交代表机构。1976年裁撤。

## 历史沿革
1961年，中国与老挝建交后不久，寮王國在昆明开设总领事馆，基于对等原则，中华人民共和国也于当年在寮王國邻近云南省的丰沙里设立总领事馆。首任总领事丁荣昌于1961年11月17日到任；1976年，受到中老关系恶化的影响，中华人民共和国政府裁撤该总领事馆。现今中华人民共和国在丰沙里省的领务由中国驻琅勃拉邦总领事馆管辖。